# Federação Brasileira de Bancos
A Federação Brasileira de Bancos (Febraban) é a principal entidade representativa dos bancos brasileiros. A sua sede está localizada na cidade de São Paulo, e seu atual presidente é Isaac Sidney. Seu quadro associativo conta com 119 instituições financeiras associadas de um universo de 155 em operação no Brasil.

## Objetivo
O objetivo da Febraban, conforme declarado no site da entidade, é representar seus associados em todas as instâncias do Poder Público – Executivo, Legislativo e Judiciário – e entidades representativas da sociedade, visando o aperfeiçoamento do sistema normativo, a continuada melhoria da produção e a redução dos níveis de risco. Também visa favorecer o crescente acesso da população a produtos e serviços financeiros.

## História
A entidade foi fundada em 9 de novembro de 1967. Desde então, o Brasil atravessou um período de profundas mudanças sociais, econômicas e políticas, marcado, por um lado, pela consolidação da industrialização do país, por transformações político-institucionais e  pelo fortalecimento da economia; por outro lado, houve também grandes dificuldades, como a crise da dívida externa, as sete mudanças de padrão monetário e a dura passagem da hiperinflação para a estabilização da moeda. Desde a sua fundação, a Febraban tem representado ativamente os interesses dos bancos, em todas as diferentes conjunturas.